# یابو
یابو یا شبه‌اسب یک اسب‌سان اهلی دورگه است که گونه متقابل نمونه قاطر و حاصل جفت‌گیری اسب نر و الاغ ماده است. معمولاً، یابو قامتی کوتاه‌تر، گوش‌های کوتاه‌تر، پاهای قوی‌تر و یالی ضخیم‌تر از قاطر دارد. تمایز فنوتیپ یابو و قاطر تاحدی نتیجه کاشت ژنوم —عنصری از وراژنتیک ارثی—است.
پرورش یابو به علت تفاوت تعداد کروموزم در اسب و الاغ کار مشکلی است چون الاغ ۶۲ کروموزوم و اسب ۶۴ کروموزوم دارد. یابو ترکیبی از این دو گونه است و ۶۳ کروموزوم دارد و در اکثر موارد عقیم است و تعداد نابرابر کروموزوم‌ها منجر به یک سیستم تولیدمثل ناقص شده‌است.